# لويس ماريا غاريغا
لويس ماريا غاريغا (بالإسبانية: Luis María Garriga)‏ هو منافس ألعاب قوى إسباني، ولد في 14 يونيو 1945.

## وصلات خارجية
- لويس ماريا غاريغا على موقع أوليمبيديا (الإنجليزية)